# ローレンス・ベル
ローレンス・デール・ベル（Lawrence Dale Bell、1894年4月5日-1956年10月20日）は、アメリカの実業家であり、ベル・エアクラフト社の創立者である。

## 経歴および受賞歴
インディアナ州メントーンで生まれたベルは、1907年に家族と一緒にカリフォルニア州サンタモニカに移住するまで、そこで暮らした。1912年、兄のグローバー・ベルとスタント・パイロットであるリンカーン・ビーチェイの航空事業に整備員として加わった。翌年、グローバーが墜落事故で亡くなると、ローレンスは、航空事業から身を退くことを決意した。しかしながら、復帰するように友人たちから説得され、グレン・L・マーティン・カンパニーで働き始めた。20歳でマーティン社の工場長、その後同社の総支配人に就任したローレンスは、共同経営者になることを望んでいた。
1915年7月17日、ルシール・マインウォーニング（Lucille Mainwaring、1891年-1970年）と結婚、2人に子供はなく結婚生活はその後33年間継続した。

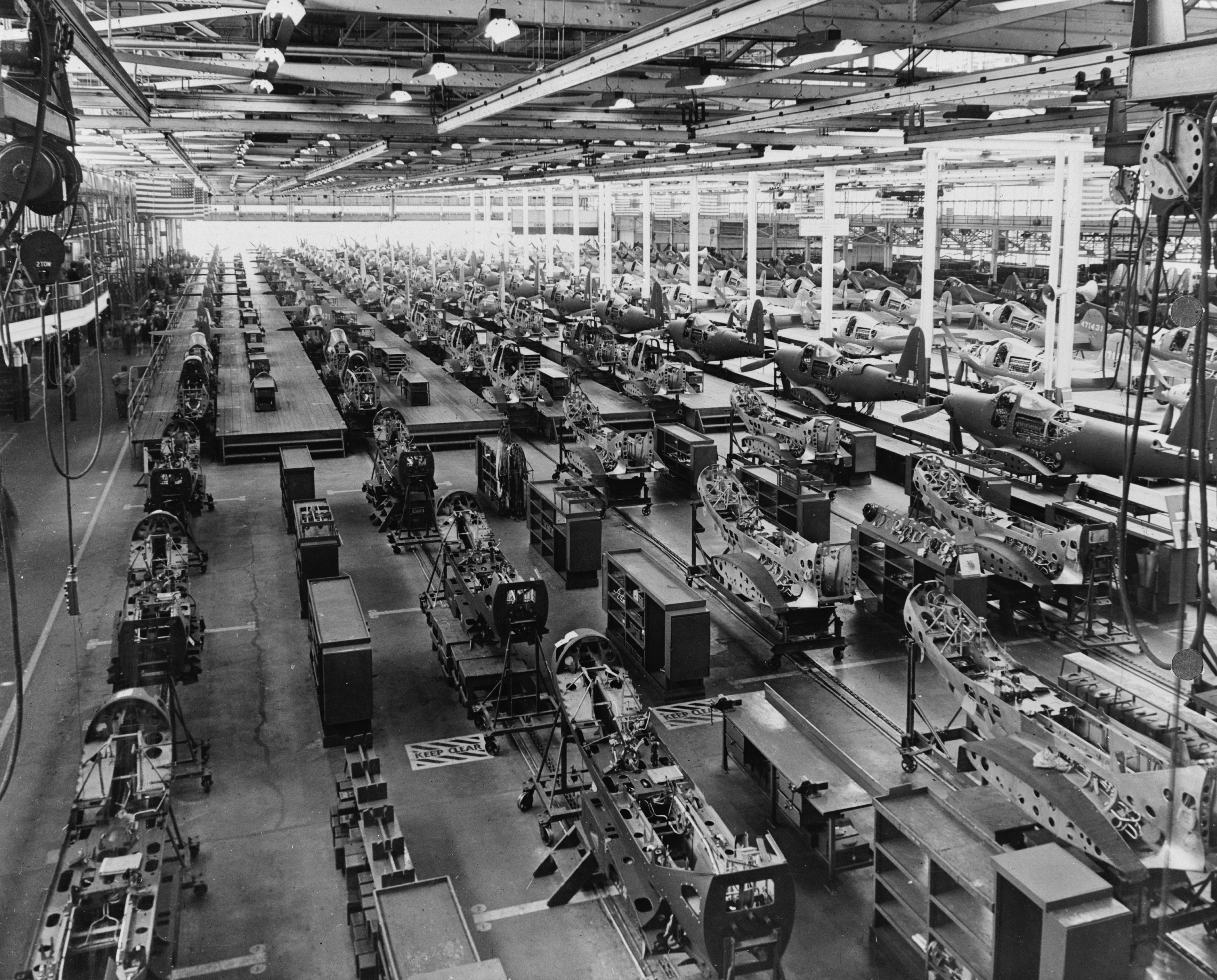
ニューヨーク州のナイアガラの滝近郊にあるベル社の組立ライン

1928年、マーティン社を退職し、ニューヨーク州バッファローのコンソリデーテッド・エアクラフト社に入社して、副社長兼総支配人に就任した。コンソリデーテッドがサンディエゴに移設された後もバッファローに留まったベルは、1935年7月10日、56名の従業員を持つベル・エアクラフト社を設立した。1938年、44名の実業家たちと共に、アメリカ政府主催の視察旅行に参加し、ドイツを訪問したベルは、フォッケウルフ Fw 61というヘリコプターに出会った。帰国後は、ドイツの航空機工場のレイアウトを自分のナイアガラ・フォールズ工場に採用した。第2次世界大戦中、ベル・エアクラフト社は、P-39エアコブラおよびP-63キングコブラ戦闘機を製造した。同社が製造したP-59エアラコメットは、アメリカで製造された最初のジェット機であった。戦後、ベル・エアクラフト社は、初めて水平飛行中に音速を突破したベルX-1を製造した。1941年にはヘリコプターの製造を開始し、1943年にベル30が初飛行を行った。この機体から発展したベル47は、歴史上、最も有名な航空機の1つになった。
ローレンス・ベルは、X-1の初めての音速飛行の実現に果たした役割が認められ、パイロットのチャック・イェーガーおよびアメリカ航空諮問委員会（現在のアメリカ航空宇宙局）の設計科学者の1人であるジョン・スタックと共に、1947年のコリアー・トロフィーを受賞した。また、1944年にSAE（米国自動車技術者協会）のダニエル・グッゲンハイム賞を受賞した。死後には、アメリカ国立航空殿堂（1977年）、陸軍飛行士殿堂（1986年）および国際航空宇宙殿堂（2004年）にそれぞれ殿堂入りを果たした。

ベルは、フリーメイソンのヨーク礼拝に招待され、最終的にはグランド・マスターの地位を得ている。